# Uroplatus phantasticus
Uroplatus phantasticus (Boulenger, 1888), detto comunemente geco satanico dalla coda a foglia, è un geco endemico del Madagascar.

## Etimologia
Il nome del genere, Uroplatus, viene dalla latinizzazione di due termini di lingua greca: "ourá" (οὐρά), che significa "coda", e "platys" (πλατύς), che significa "piatto". Il nome della specie, phantasticus, è una parola latina che in italiano vuol dire "immaginario", ed è basato sulle singolari sembianze di questo geco, che hanno portato il naturalista George Albert Boulenger a descriverlo come "mitologico" nel 1888.

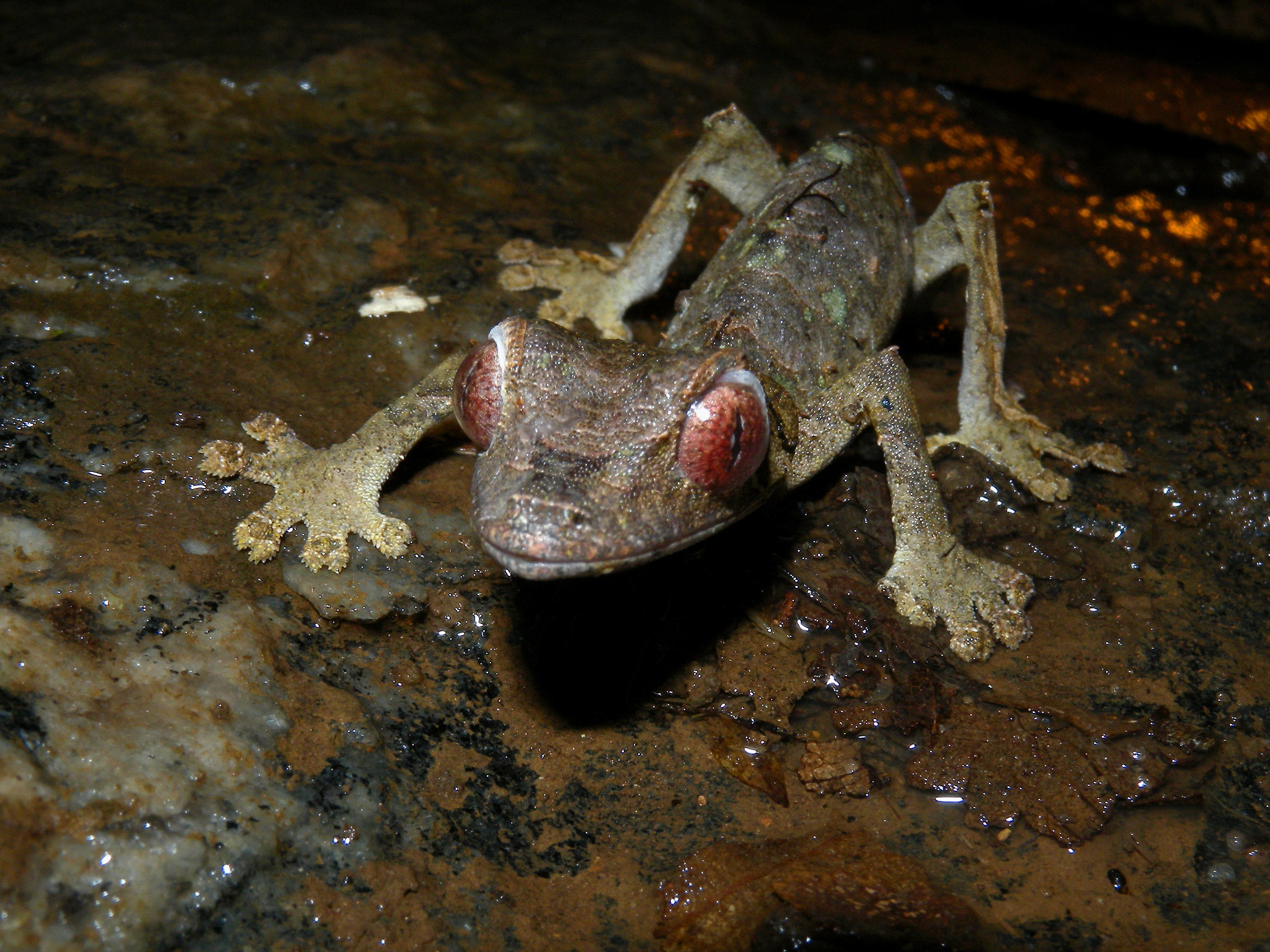
Uroplatus phantasticus

## Biologia
Rettile notturno, con occhi sufficientemente grandi, il geco satanico dalla coda di foglia si muove nella foresta tropicale di notte nutrendosi di insetti. Grazie alle squame adesive sotto le zampe e ai forti artigli ricurvi può muoversi agilmente tra gli alberi. È un animale specializzato nell'evitare predatori, non solo grazie alla sua incredibile capacità mimetica, ma anche attraverso una serie di comportamenti. Può appiattire il proprio corpo contro la superficie sottostante per ridurre l'ombra, può aprire le proprie fauci per mostrare una bocca di color rosso acceso, e può lasciar cadere la propria coda volontariamente per confondere il predatore.

## Distribuzione e habitat
Uroplatus phantasticus è una specie endemica del Madagascar.
Vive nelle foreste tropicali del versante centro-orientale dell'isola.

## Conservazione
La IUCN Red List classifica Uroplatus phantasticus come specie a basso rischio (Least Concern).
Il suo habitat naturale è minacciato dalla deforestazione.